# Peter Loskill
Peter Loskill (geboren 18. Februar 1984) ist ein deutscher Bioingenieur und Wissenschaftler. Er ist Experte für Alternativmethoden zu Tierversuchen, im speziellen Organ-on-a-Chip-Systemen. Er leitet die Abteilung für Mikrophysiologische Systeme an der Eberhard Karls Universität Tübingen sowie das dortige 3R-Center für In-vitro-Modelle und Tierversuchsalternativen. Darüber hinaus ist er Leiter der Arbeitsgruppe Organ-on-Chip an der Forschungseinrichtung NMI Naturwissenschaftliches und Medizinisches Institut und Chair der Europäischen Organ-on-Chip Gesellschaft.

## Leben
Loskill wuchs in Saarbrücken auf und studierte Physik an der Universität des Saarlandes, wo er nach seinem Abschluss in der Arbeitsgruppe von Karin Jacobs seine Doktorarbeit anfertigte. Im Anschluss an seine Promotion (Dr. rer. nat.) arbeitete er als Postdoktorand an der University of California, Berkeley. Im Jahr 2016 kehrte er im Rahmen des Attract-Programmes der Fraunhofer-Gesellschaft nach Deutschland zurück um seine Forschungen am Fraunhofer-Institut für Grenzflächen- und Bioverfahrenstechnik fortzusetzen. Im selben Jahr wurde er durch MIT Technology Review Germany als einer der „Innovatoren unter 35“ ausgezeichnet. Anfang 2018 wurde er von der Medizinischen Fakultät der Eberhard Karls Universität Tübingen zum Juniorprofessor berufen. Seit Mai 2022 ist er Universitätsprofessor an der Universität Tübingen und wechselte vom Fraunhofer-Institut für Grenzflächen- und Bioverfahrenstechnik an das NMI Naturwissenschaftliche und Medizinische Institut.
2024 erhielt Loskill gemeinsam mit Silke Riegger den Ursula M. Händel-Tierschutzpreis.

## Ausgewählte Publikationen
- Julia Rogal, Katharina Schlünder, Peter Loskill: Developer’s Guide to an Organ-on-Chip Model. In: ACS Biomaterials Science & Engineering. 27. Juni 2022, doi:10.1021/acsbiomaterials.1c01536.
- Oliver Schneider, Alessia Moruzzi, Stefanie Fuchs, Alina Grobel, Henrike S. Schulze, Torsten Mayr, Peter Loskill: Fusing spheroids to aligned μ-tissues in a heart-on-chip featuring oxygen sensing and electrical pacing capabilities. In: Materials Today Bio. Band 15, Juni 2022, S. 100280, doi:10.1016/j.mtbio.2022.100280.
- Julia Rogal, Julia Roosz, Claudia Teufel, Madalena Cipriano, Raylin Xu, Wiebke Eisler, Martin Weiss, Katja Schenke-Layland, Peter Loskill: Autologous Human Immunocompetent White Adipose Tissue-on-Chip. In: Advanced Science. Band 9, Nr. 18, 2022, S. 2104451, doi:10.1002/advs.202104451.
- Madalena Cipriano u. a.: Human immunocompetent choroid-on-chip: a novel tool for studying ocular effects of biological drugs. In: Communications Biology. Band 5, Nr. 1, 13. Januar 2022, S. 1–13, doi:10.1038/s42003-021-02977-3.
- Stefan Schneider, Marvin Bubeck, Julia Rogal, Huub J. Weener, Cristhian Rojas, Martin Weiss, Michael Heymann, Andries D. van der Meer, Peter Loskill: Peristaltic on-chip pump for tunable media circulation and whole blood perfusion in PDMS-free organ-on-chip and Organ-Disc systems. In: Lab on a Chip. Band 21, Nr. 20, 12. Oktober 2021, S. 3963–3978, doi:10.1039/D1LC00494H.
- Peter Loskill, Rhiannon N. Hardwick, Adrian Roth: Challenging the pipeline. In: Stem Cell Reports. Band 16, Nr. 9, 14. September 2021, S. 2033–2037, doi:10.1016/j.stemcr.2021.08.004, PMID 34525380.
- Kevin Achberger u. a.: Human stem cell-based retina on chip as new translational model for validation of AAV retinal gene therapy vectors. In: Stem Cell Reports. Band 16, Nr. 9, 14. September 2021, S. 2242–2256, doi:10.1016/j.stemcr.2021.08.008, PMID 34525384.
- Aline Zbinden u. a.: Non-invasive marker-independent high content analysis of a microphysiological human pancreas-on-a-chip model. In: Matrix Biology. Band 85–86, 1. Januar 2020, S. 205–220, doi:10.1016/j.matbio.2019.06.008.
- Kevin Achberger u. a.: Merging organoid and organ-on-a-chip technology to generate complex multi-layer tissue models in a human retina-on-a-chip platform. In: eLife. Band 8, 27. August 2019, S. e46188, doi:10.7554/eLife.46188.
- Oliver Schneider, Lisa Zeifang, Stefanie Fuchs, Carla Sailer, Peter Loskill: User-Friendly and Parallelized Generation of Human Induced Pluripotent Stem Cell-Derived Microtissues in a Centrifugal Heart-on-a-Chip. In: Tissue Engineering Part A. Band 25, Nr. 9–10, Mai 2019, S. 786–798, doi:10.1089/ten.tea.2019.0002.
- Anurag Mathur u. a.: Human iPSC-based Cardiac Microphysiological System For Drug Screening Applications. In: Scientific Reports. Band 5, Nr. 1, 9. März 2015, S. 8883, doi:10.1038/srep08883.